# Hans Ammeter

Hans Ammeter (ca. 1965)

Hans Ammeter (* 29. August 1912 in Genf; † 10. März 1986 in Zollikon; heimatberechtigt in Isenfluh (heute Lauterbrunnen) und Zollikon) war ein Schweizer Mathematiker und Hochschullehrer.

## Leben
Hans Ammeter, Sohn von Pensionshalterin Frieda Elisa, heiratete 1938 Hedy Frei, Tochter von Johannes Alfred.
Ammeter besuchte bis 1932 in Zürich die Oberrealschule und hatte anschliessend eine Anstellung bei der Schweizerischen Lebensversicherungs- und Rentenanstalt. 1958 war er dort der erste angestellte Mathematiker, ab 1960 Mitglied der Generaldirektion und von 1973 bis 1978 Generaldirektor. Zwischen 1966 und 1981 war Ammeter zudem als Privatdozent an der ETH Zürich tätig, ab 1973 als Titularprofessor für Versicherungsmathematik.
Bekannt wurde Ammeter nach 1948 vor allem durch grundlegende Beiträge zur kollektiven Risikotheorie sowie durch vielbeachtete Arbeiten zu den Gebieten Sterbetafeln, Finanzierungssysteme, Kosten- und Inflationsprobleme in der Versicherung sowie zur Erneuerungstheorie. Als Mitglied der Eidgenössischen AHV-Kommission von 1971 bis 1982 gestaltete er die 9. AHV-Revision wesentlich mit. Ammeter war zudem auch Mitglied der Expertenkommission für den Gesetzesentwurf über die berufliche Vorsorge. Ausserdem war er Mitbegründer der Vereinigung zum Studium der Sachversicherungsmathematik (Astin) und war zwischen 1956 und 1966 deren Präsident. Des Weiteren war er von 1971 bis 1979 Präsident der Vereinigung schweizerischer Versicherungsmathematiker. Im Jahre 1964 wurde ihm von der ETH Zürich der Dr. h. c. verliehen.